# Selaginella vieillardii
Selaginella vieillardii är en mosslummerväxtart som beskrevs av Otto Warburg. Selaginella vieillardii ingår i släktet mosslumrar, och familjen mosslummerväxter. Inga underarter finns listade i Catalogue of Life.